# أركانهيل
أوستن أغوستين سانتوس روزاس (نيويورك، 23 ديسمبر 1985)،  المعروف باسمه المسرحي أركانهيل (Arcángel) ، هو مغني أمريكي.
بعد وصوله إلى بورتوريكو، كان جزءًا من الثنائي أركانهيل و دي لا غيتو . واصل الثنائي أخيرًا إنتاج الأغاني التي أصبحت شائعة لدى عشاق موسيقى الريغيتون في الولايات المتحدة وبورتوريكو، مثل "Agresivo" و "Sorpresa" و "Mi Fanática"، في منتصف العقد الأول من القرن الحادي والعشرين. كانت ملحمة المعارك الغنائية «Feliz Navidad» واحدة من أطول القصص في الموسيقى الحضرية اللاتينية.